# Nederlandse Vereniging voor Burgerzaken
De Nederlandse Vereniging voor Burgerzaken (NVVB) is in 1994 ontstaan door een fusie van de Nederlandse Vereniging van Ambtenaren van de Burgerlijke Stand en de Vereniging voor Bevolkingsboekhouding en Militaire Zaken.
De NVVB vertegenwoordigt diegenen die zich binnen en buiten de overheid professioneel bezighouden met het beheer van persoonsinformatie naar de Rijksoverheid. Er is een samenwerkingsconvenant tussen de NVVB en de VNG. Door de praktijkervaring van de leden kan de NVVB uitspraken doen over de gevolgen van wetswijzigingen die betrekking hebben op de uitgifte van documenten als paspoorten, uittreksels en rijbewijzen.